# Yakirra australiensis
Yakirra australiensis är en gräsart som först beskrevs av Karel Domin, och fick sitt nu gällande namn av Michael Lazarides och Robert D. Webster. Yakirra australiensis ingår i släktet Yakirra och familjen gräs. Inga underarter finns listade i Catalogue of Life.